# Ambassade de Chine en France
L'ambassade de Chine en France est la représentation diplomatique de la république populaire de Chine auprès de la République française. Elle est située dans l'hôtel de Montesquiou, au 20, rue Monsieur, dans le 7e arrondissement de Paris, la capitale de la France. Son ambassadeur est, depuis 2024, Deng Li.

## Histoire
Dans les années 1900, la légation de Chine se trouvait 57 rue de Babylone (7e arrondissement).
En 1964, à l'occasion de l'établissement de relations diplomatiques entre la France et la République populaire de Chine (RPC) a lieu le premier échange d'ambassadeurs entre les deux pays : l'ancien ministre Lucien Paye pour la France et le général Huang Chen (zh) pour la RPC,.

## Bâtiments
L'ambassade de Chine est située à son emplacement actuel depuis avril 2017. Elle était auparavant installée dans l'hôtel de Rouvre (dit aussi Lebaudy), un hôtel particulier situé au 11, avenue George-V, dans le 8e arrondissement, construit sur les plans de l'architecte A. Coulomb pour l'industriel et homme politique Gustave Lebaudy (1827-1889), passé ensuite à sa fille Geneviève (1860-1936) et à son gendre Charles Bourlon de Rouvre (1850-1924). Le bâtiment accueille depuis les services consulaires de l'ambassade.
Les services culturels de l'ambassade sont situés dans un immeuble du 19-21, rue Van-Loo, dans le 16e arrondissement.
Le service économique et commercial de l'ambassade se trouve 21, rue de l'Amiral-d'Estaing, dans le 16e arrondissement.
Le Centre culturel de Chine se trouve 1, boulevard de La Tour-Maubourg, dans le 7e arrondissement.
Une annexe de l'ambassade est située à Chevilly-Larue, une banlieue pavillonnaire du Val-de-Marne, au sud de Paris. Elle hébergerait des antennes pour l'interception de renseignement d'origine électromagnétique.

## Ambassadeurs de Chine en France

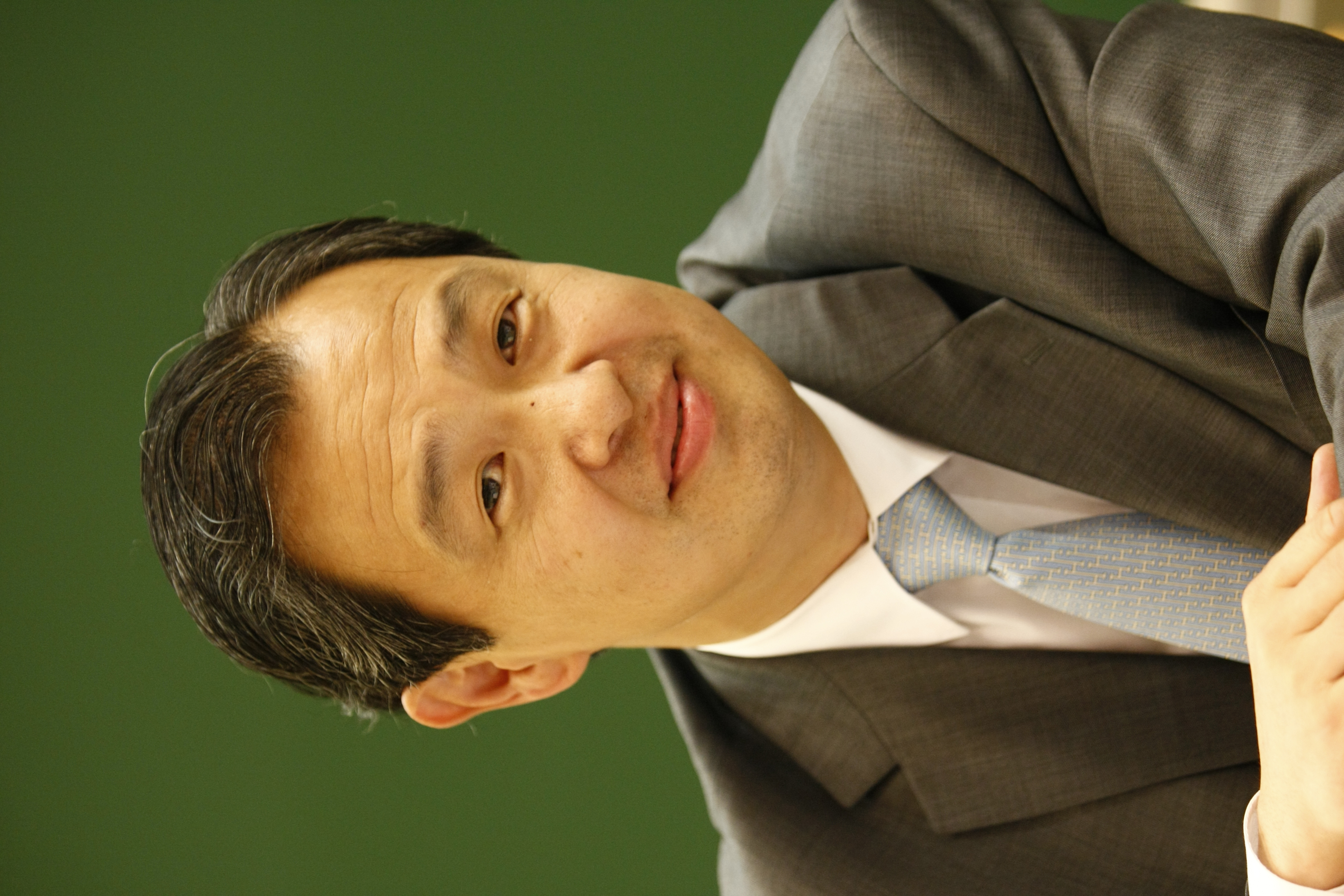
Kong Quan a été ambassadeur de Chine en France de 2008 à 2014.

### Ambassadeurs de l'empire de Chine
- 22 février - 25 août 1878 : Guo Songtao (en)
- 25 août 1878 - 28 avril 1884 : Zeng Jize (en)
- 1884 : Xu Jingcheng (en) (n'occupe pas son poste)
- 1884-1887 : Li Fengbao (en)
- 1887-1890 : Liu Ruifen
- 1890 : Chen Qinming (n'occupe pas son poste)
- 1889-1894 : Xue Fucheng (en)
- 1893-1894 : Gong Zhaoyuan
- 1895 : Qingchang
- 1899-1902 : Yu Geng
- 1902-1905 : Sun Baoqi
- 1905-1911 : Liu Shixun
- 1911-1912 : Dai Chenlin

### Ambassadeurs de la république de Chine (gouvernement de Beiyang)
- Dai Chenlin
- Lin Tongshi
- 1912-1919 : Hu Weide
- Yue Zhaoxue
- Chen Lu
- Qi Qi
- Gao Lu
- Qian Yongming
- Xie Weilin

### Ambassadeurs de la république de Chine (gouvernement nationaliste)
| Date de nomination | Date de nomination | Date de remise des lettres de créance | Date de remise des lettres de créance | Ambassadeur                 |
| ------------------ | ------------------ | ------------------------------------- | ------------------------------------- | --------------------------- |
| ?                  |                    | 30 avril 1936                         | [ JORF 1 ]                            | Wellington Koo (顾维钧)     |
| ?                  |                    | 1941                                  |                                       | Wei Tao-ming (en) (魏道明)  |
| ?                  |                    | 1941                                  |                                       | Guo Zefan (郭则范)          |
| ?                  |                    | 21 octobre 1944                       | [ JORF 2 ]                            | Qian Tai (钱泰)             |
| ?                  |                    | 1949                                  |                                       | Duan Maolan (zh) (段茂澜)   |
| ?                  |                    | 1956                                  |                                       | Chen Xiongfei (zh) (陈雄飞) |
| ?                  |                    | 1963                                  |                                       | Gao Shiming (高士铭)        |

### Ambassadeurs de la république populaire de Chine
| Date de nomination | Date de nomination | Date de remise des lettres de créance | Date de remise des lettres de créance | Ambassadeur               |
| ------------------ | ------------------ | ------------------------------------- | ------------------------------------- | ------------------------- |
| ?                  |                    | 6 juin 1964                           | [ JORF 3 ]                            | Huang Chen (zh) (黄镇)    |
| ?                  |                    | 6 juin 1973                           | [ JORF 4 ]                            | Tseng Tao (zh) (曾涛)     |
| ?                  |                    | 1er septembre 1977                    | [ JORF 5 ]                            | Han Ke-Hua (zh) (韩克华)  |
| ?                  |                    | 28 mai 1980                           | [ JORF 6 ]                            | Yao Guang (zh) (姚广)     |
| ?                  |                    | 8 mars 1983                           | [ JORF 7 ]                            | Cao Keqiang (zh) (曹克强) |
| ?                  |                    | 27 novembre 1986                      | [ JORF 8 ]                            | Zhou Jue (zh) (周觉)      |
| ?                  |                    | 21 décembre 1990                      | [ JORF 9 ]                            | Fangbai Cai (zh) (蔡方柏) |
| ?                  |                    | 16 décembre 1998                      | [ JORF 10 ]                           | Wu Jianmin (吴建民)       |
| ?                  |                    | 5 septembre 2003                      | [ JORF 11 ]                           | Jinjun Zhao (zh) (赵进军) |
| ?                  |                    | 22 avril 2008                         | [ JORF 12 ]                           | Kong Quan (孔泉)          |
| ?                  |                    | 20 février 2014                       | [ JORF 13 ]                           | Zhai Jun (翟隽)           |
| ?                  |                    | 21 octobre 2019                       | [ JORF 14 ]                           | Lu Shaye (卢沙野)         |
| ?                  |                    | 7 mars 2025                           | JORF 15                               | Deng Li                   |

## Consulats
Outre la section consulaire de son ambassade, située 18-20, rue Washington, puis 11, avenue George-V, dans le 8e arrondissement de Paris, la Chine possède des consulats généraux à Lyon, Marseille, Saint-Denis de la Réunion, Strasbourg et un consulat à Papeete.

## Galerie

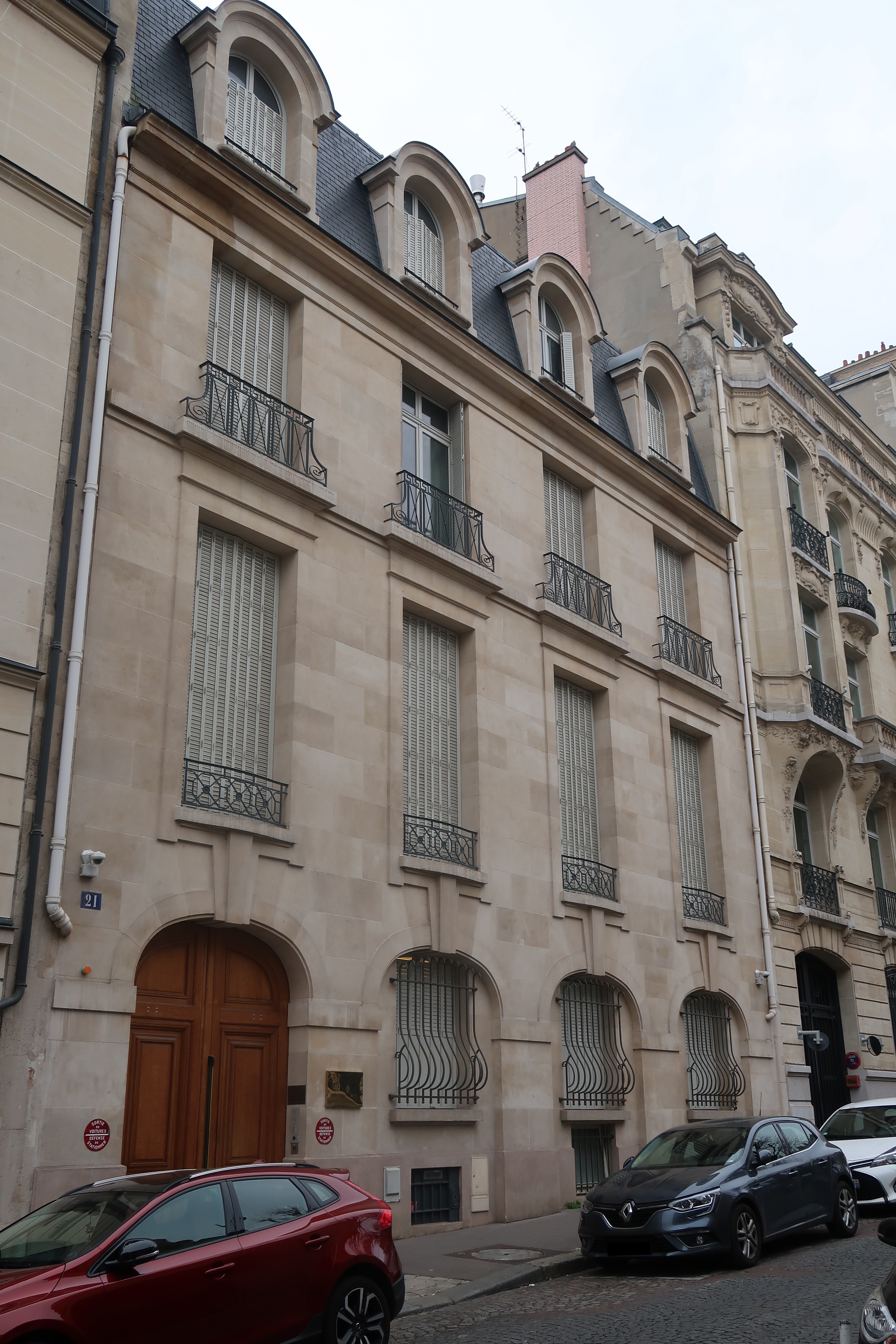
Service économique et commercial à Paris (21, rue de l'Amiral-d'Estaing).
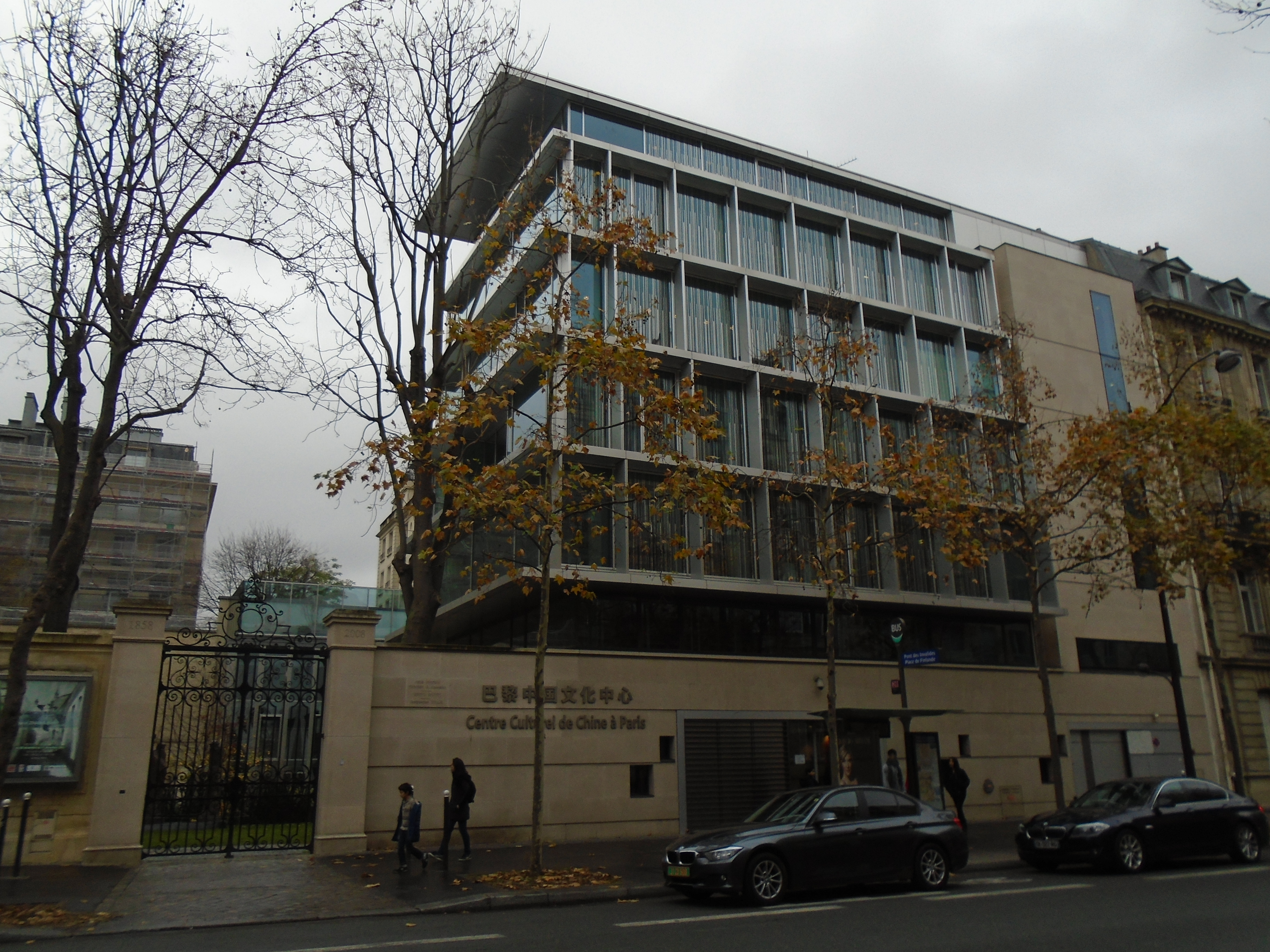
Centre culturel de Chine à Paris (1, boulevard de La Tour-Maubourg).
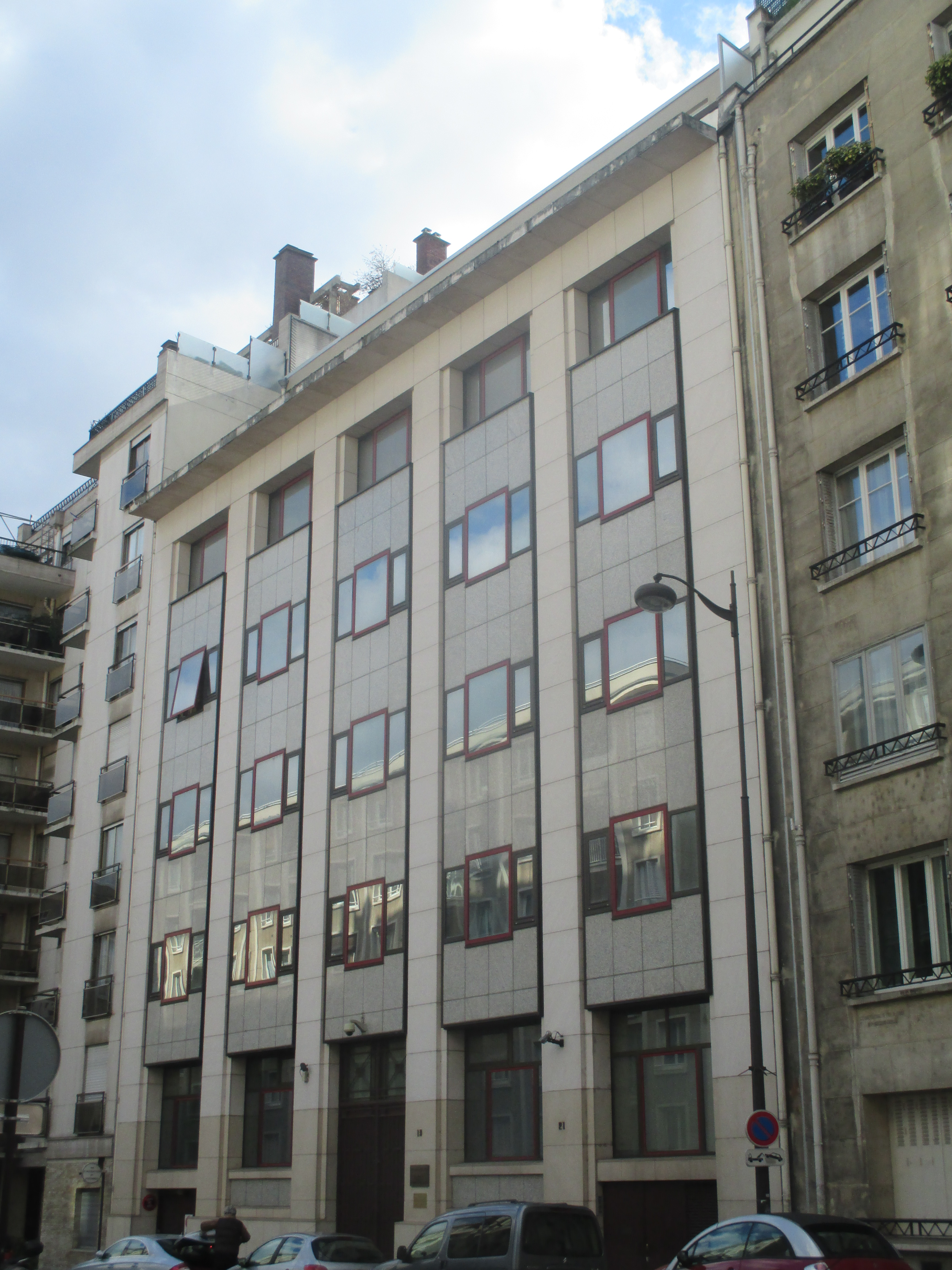
Service culturel à Paris (19-21, rue Van-Loo).
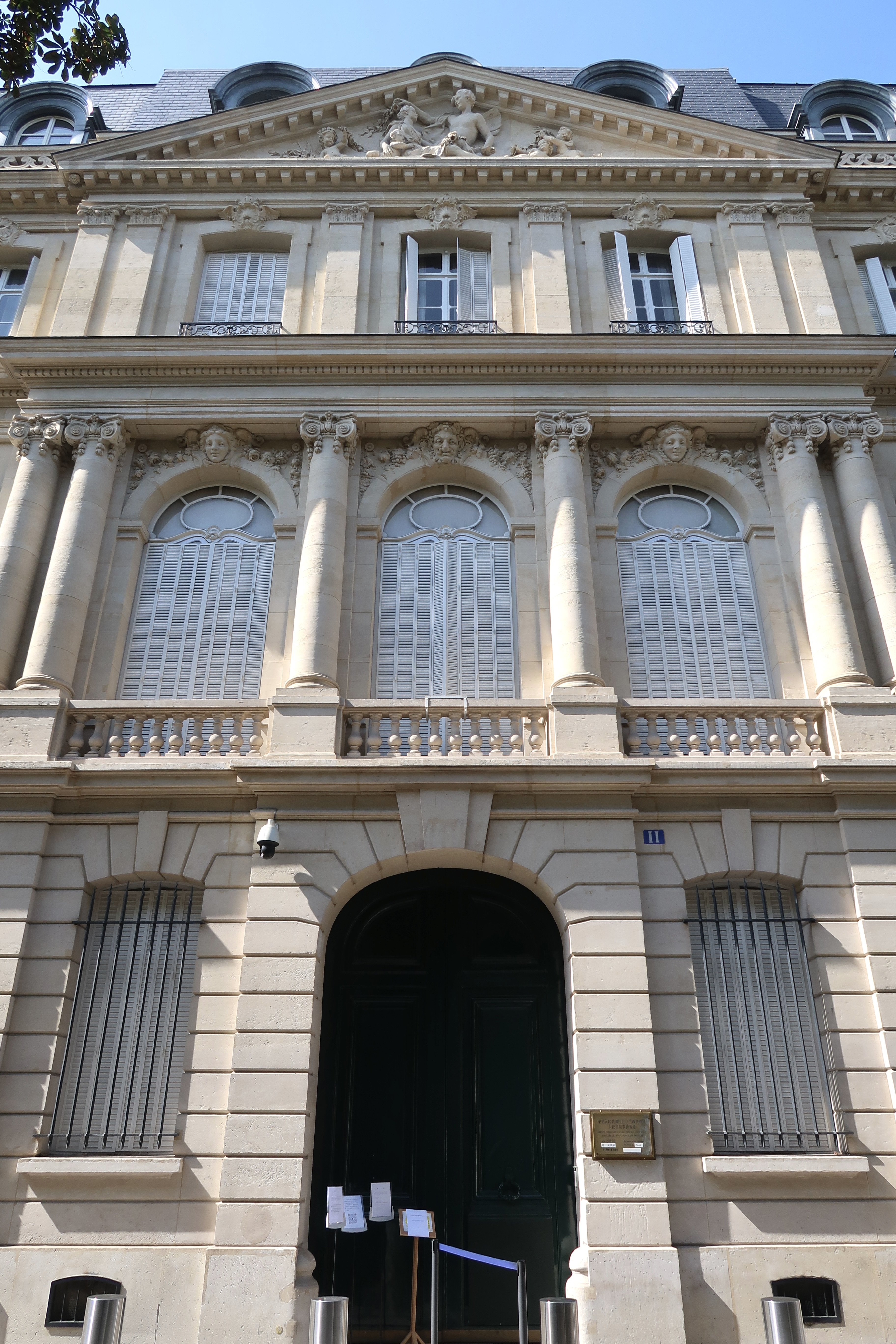
Services consulaires à Paris (11, avenue George-V).